# Schotterinsel (Mur)
Die Schotterinsel, Murinsel – Triebendorf oder Schotterinsel – Triebendorf ist eine ungefähr 6300 Quadratmeter große unbewohnte Insel im steirischen Teil der Mur, die in Triebendorf in Murau liegt. Sie ist ein Steiermärkisches Naturschutzgebiet (Listeneintrag).
Die Schotterinsel ist aufgrund der Vegetationsentwicklung und ihrer Tierwelt von großer ökologischer Bedeutung. Beispielsweise befindet sich der einzige Brutplatz des Flussuferläufers (Actitis hypoleucos) im Oberen Murtal. Auf der Insel wurden Exemplare der in Österreich vom Aussterben bedrohten Deutschen Tamariske (Myricaria germanica) gesichtet.